# Meiko Kaji
Meiko Kaji (梶芽衣子, Kaji Meiko; IPA: [kaˈdʑi meiˈko]), nascida como Masako Ota (太田雅子, Ōta Masako; IPA: [oːta masaˈko], Chiyoda, 24 de março de 1947), é uma atriz e cantora. Ela trabalhou em mais de cem filmes, sendo suas personagens mais marcantes mulheres fora da lei em filmes do começo dos anos 1970, incluindo uma das rebeldes da série Stray Cat Rock, a vingadora Lady Snowblood, e a injustiçada bandida "Sasori" da série Female Convict 701: Scorpion.

## Vida e carreira
Meiko Kaji nasceu em Chiyoda, Tóquio e formou-se na escola Yakumo Academy em Meguro. Ela começou a atuar com seu nome real, Masako Ota, no estúdio Nikkatsu em 1965. Em 1969 ela atuou em Nihon Zankyoden, um de uma séries de filmes dirigidos por Masahiro Makino, que reconheceu sua habilidade de atriz e sugeriu-lhe o nome artístico de Meiko Kaji. Entre 1970 e 1971 ela trabalhou na série de filmes Noraneko Rokku (Stray cat/Alleycat Rock), que tinha como assunto a delinquência juvenil.
Em 1971, a Nikkatsu mudou-se para o ramo de pink film e Meiko assinou com a Toei Company. Pela Toei ela atuou como protagonista na série de filmes Female Convict 701: Scorpion. Em 1973 interpretou a personagem "Yuki", no cultuado thriller de vingança Lady Snowblood, seguida pela sequência, Lady Snowblood 2: Love Song of Vengeance. Desde então, ela apareceu em vários filmes do cineasta Kinji Fukasaku, como Yakuza Graveyard (1976). Em 1978, ela estrelou Sonezaki Shinjū, que lhe rendeu indicações de "Melhor Atriz" em cinco diferentes premiações, vencendo quatro delas.
Meiko vem atuando em telenovelas e séries de televisão desde os anos 1980.
Ela também tem uma longa carreira como cantora. Ela canta o tema de Lady Snowblood, "Shura no Hana", e o tema de da série de filmes Female Convict Scorpion, "Urami Bushi". Essas suas canções foram incluídas na trilha sonora do filme Kill Bill, do cultuado cineasta estadunidense Quentin Tarantino, que sempre se declarou um fã de Meiko Kaji. Suas canções foram lançadas em CD pela primeira vez, desde então. Isso a encorajou a retomar a carreira musical.
Em 2009 ela lançou o single, Onna Wa Yametai. Em 2011 ela lançou seu primeiro álbum após 31 anos, Aitsu no suki-so-na burūsu com composições escritas por Ryudo Uzaki e Yoko Aki.
Com o interesse renovado nela após o sucesso de Kill Bill, ela também recebeu muitos convites de atuação em Hollywood, mas acabou recusando todos, afirmando que acreditaria não ter uma boa performance em outra língua que não fosse a japonesa.

## Filmografia

### Cinema
- The Blind Woman's Curse aka The The Tattooed Swordswoman aka The Haunted Life of a Dragon-Tattooed Lass (怪談昇り竜, Kaidan nobori ryū) (June 1970, d. Teruo Ishii)
- Shinjuku Outlaw - Step on the gas (新宿アウトロー　ぶっ飛ばせ, Shinjuku autorō - Buttobase) (Oct. 1970)
- The Stray Cat Rock series (1970–71)
  - Stray Cat Rock: Delinquent Girl Boss
  - Stray Cat Rock: Wild Jumbo
  - Stray Cat Rock: Sex Hunter
  - Stray Cat Rock: Machine Animal
  - Alleycat Rock: Crazy Riders '71 (野良猫ロック　暴走集団’７１, Nora neko rokku: Bōsōshūdan '71) (Jan. 1971, d. Toshiya Fujita)
- The Sasori series (1972–73)
  - Female Convict 701: Scorpion
  - Female Convict Scorpion: Jailhouse 41
  - Female Convict Scorpion: Beast Stable
  - Female Prisoner Scorpion: 701's Grudge Song
- The Gincho series (1972)
  - Wandering Ginza Butterfly
  - Gincho Nagaremono: Mesuneko Bakuchi
- Battles Without Honor and Humanity: Hiroshima Deathmatch (1973)
- Lady Snowblood (1973)
- Lady Snowblood 2: Love Song of Vengeance (1974)
- The Homeless (1974)
- Lullaby of the Earth (大地の子守唄, Daichi no komoriuta) (June 1976, d. Yasuzo Masumura)
- Yakuza Graveyard (1976)
- Double Suicide of Sonezaki (1978)
- Tree Without Leaves (1986)

### Televisão
- Sasagawa Saho Matatabi Shirizu - Kuresakatouge e no chisou (1972) - Oshizu
- Terauchi Kantarō Ikka (1974) TV series.... Shizue Terauchi
- Sorekara no Musashi (1981) TV series... Yuri-hime
- Kaseifu wa mita! 2 (1984) (TV)
- Sutaa tanjō (1985) TV series
- Tantei Kamizu Kyōsuke no satsujin suiri 8: Izu Shimoda-kaigan ni akai satsui ga hashiru (1988) (TV).... Shōko Hamano
- Aoi sanmyaku '88 (1988).... Umetaro
- Onihei hankachō (1989) TV series.... Omasa
- Onihei hankachō (1995)... aka Onihei's Detective Records (International: English title)
- Kenkaku Shōbai (1998) TV series
- Kaseifu ha mita! 21 (2003) (TV).... Mayumi Hirao
- Anata no tonari ni dare ka iru (2003) TV series.... Shimako Matsumoto
- Nogaremono orin (2006) TV series
- Hasshū mawari kuwayama jūbei (2007) TV series

## Discography
| Title                                               | Date | Type   | Authors                                           | Notes                   |
| --------------------------------------------------- | ---- | ------ | ------------------------------------------------- | ----------------------- |
| Tokyo Nagaremono (東京流れもの)                     |      |        |                                                   |                         |
| Urami Bushi (怨み節)                                |      | Single | letra por Shunya Itō, música por Shunsuke Kikuchi | Tema de Sasori.         |
| Onna no Jumon (女の呪文)                            |      |        | letra por Shunya Itō, música por Shunsuke Kikuchi |                         |
| Shura no Hana (修羅の花)                            |      |        | letra por Kazuo Koike, música por Masaaki Hirao   | Tema de Lady Snowblood. |
| Meiko no Yume wa Yoru Hiraku (芽衣子の夢は夜ひらく) |      |        | letra por Ou Yoshida, música por Koumei Sone      |                         |
| Meinichi (命日)                                     |      |        |                                                   |                         |
| Samishiki Yuube (淋しき夕べ)                        |      |        |                                                   |                         |
| Yadokari                                            |      |        |                                                   |                         |
| Minami Kaze (南風)                                  |      |        |                                                   |                         |
| Onna Hagure Uta (おんなはぐれ唄)                    | 1973 |        |                                                   |                         |
| Tamoto ni Haru Kaze                                 | 1975 |        |                                                   |                         |
| Onna o yametai                                      | 2009 | Single |                                                   |                         |